# Kanał Oswego
Kanał Oswego – kanał wodny w stanie Nowy Jork w Stanach Zjednoczonych. Łączy kanał Erie z jeziorem Ontario. Został wybudowany w latach 1825-27. Jest częścią New York State Canal System. Jego długość wynosi 38,3 km. Znaczna część kanału biegnie wzdłuż rzeki Oswego.
Różnica wysokości na kanale wynosi 36 m. Znajduje się na nim 7 śluz.
Początkowo kanał oddzielał się od kanału Erie na północ od Syracuse i miał głębokość około 1,2 m. Jego budowa rozpoczęła się w roku 1825, kiedy ukończono kanał Erie, i pochłonęła 160 tys. dolarów. W 1917 roku przebudowano kanał, pogłębiając go do 4,25 m.